# Тотем и табу

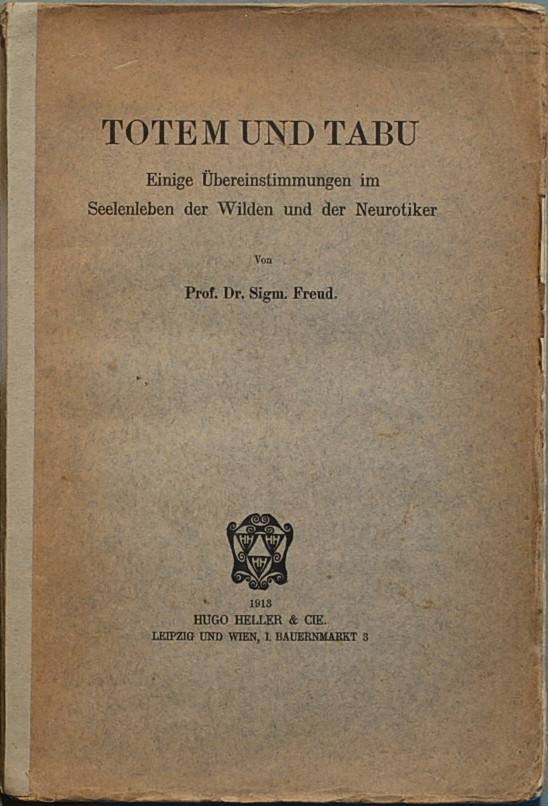
Первое издание книги «Тотем и табу» 1913г

Тотем и табу — опубликованная в 1913 году книга З. Фрейда, в которой он развивает свою теорию происхождения морали и религии.

## Обоснование применения психоанализа в этнографии
Одной из главных задач З. Фрейд видел в применении своего метода к изучению психологии первобытных народов. Он считал, что этнографам (этнологам) это даст новый инструмент, а психоаналитики смогут получить ценный этнографический материал. В начале работы Фрейд отмечает то влияние, которое на него оказал доклад К. Г. Юнга:

У всякого принимающего участие в развитии психоаналитического исследования остался достопамятным момент, когда К. Г. Юнг на частном научном съезде сообщил через одного из своих учеников, что фантазии некоторых душевнобольных (Dementia praecox — раннее слабоумие) удивительным образом совпадают с мифологическими космогониями древних народов, о которых необразованные больные не могли иметь никакого научного представления.— 
Соглашаясь с этим, З. Фрейд говорит, что «душевнобольной и невротик сближаются с первобытным человеком, с человеком отдаленного доисторического времени, и если психоанализ исходит из верных предположений, то должна открыться возможность свести то, что у них общего, к типу инфантильной душевной личности». Основным этнографическим материалом в работе служат труды Дж. Фрэзера, В. Вундта.

## Боязнь инцеста
Данная глава посвящена изучению многочисленных запретов на половые сношения, явление экзогамии. З. Фрейд выделяет следующие особенности:
- Более жёсткие наказания за нарушение запретов, вплоть до смертной казни;
- Отсутствие практических мотивов табу, его «немотивированность»;
- Характер наследственности. Если мужчина из одного клана женился на женщине (из другого), то все потомки принадлежали к клану матери (по мнению З. Фрейда именно эта форма, матриархат, была характерной для тех времен, когда возникла экзогамия), что исключает возможность инцеста, так как те, кто принадлежал к клану с одним тотемом, считались кровными родственниками[4].

Именно эти проблемы и разбираются учёным. Весьма интересно толкование взаимоотношения тещи и зятя. У многих народов общение между ними было четко определено. Например, у племени басога существовал обычай, что нельзя разговаривать с тёщей, если они не в разных помещениях и видят друг друга; у зулусов надо было стыдиться своей тёщи и всячески избегать. З. Фрейд объясняет это так. Так как у многих женщин супружеские отношения заканчиваются рано, а духовная жизнь их монотонна, то всю свою заботу они перекладывают на своих детей, отождествляя себя с ними и живя их жизнью. Это вживание заходит у матери иногда так далеко, что и она влюбляется в любимого мужа дочери, что может послужить причиной невротического заболевания. С другой стороны, зять, не сумев воплотить свои чувства к родной матери и сестрам, в образе тещи получает шанс «вернуться к выбору первых времен». Именно сопротивление этим чувствам и привело, по мнению З. Фрейда, к избеганию между тёщей и зятем:

Я не вижу, что помешало бы предположить, что именно этот инцестуозный фактор взаимоотношений мотивирует избегание тёщи и зятя у дикарей.— 

## Табу и амбивалентность чувств
Рассматривая один из интереснейших вопросов в этнографии — возникновение и развитие запретов у различных народов, — З. Фрейд сравнивает табу и навязчивое состояние у душевнобольных, называет их «болезнью табу» и приводит в подтверждение два примера.
- Вождь маори не может раздувать огонь, так как иначе его священная сила передастся огню, от огня к горшку, от горшка к пище, а съевший эту пищу человек умрет.
- Пациентка отказывается брать ту или иную вещь купленную мужем, требуя её удалить, иначе она сделает «невозможным» помещение, так как предмет куплен в лавке на Оленьей улице, а такова фамилия её подруги. Эта подруга для пациентки «невозможна», а следовательно и все вещи купленные в лавке, на Оленьей улице, а затем в Вене, как и сама подруга — табу[6].

Возникновение таких запретов, а также навязчивого состояния, З. Фрейд объясняет тем, что в раннем детстве возникает сильное чувство наслаждения от прикосновения, но ему скоро противопоставляется запрет извне. В результате чего, само чувство наслаждения переходит в бессознательное и таким образом у человека складывается «внутреннее противоречие»: существование желания к предмету и запрещение его, что и может привести к неврозам, а само такое отношение к предмету становится амбивалентным.
Далее в главе описываются сами виды табу у первобытных народов (табу на вождей, мертвых и т. д.)

## Анимизм, магия и всемогущество мысли
В главе, посвященной возникновению магии З. Фрейд основывается на делении Дж. Дж. Фрезера. Фрезер разделял магию на несколько типов. «Имитативная магия» — магия, основанная на допущении возможности перенесения воздействия с одного предмета на другой в силу их сходства (разбрызгивание воды по полям с целью вызвать дождь).
«Контагиозная магия» (заразительная магия) — магия, при которой посредством воздействия на предмет при помощи определённых магических процедур ожидают аналогичного влияния на другой предмет, связанный с первым (сохранение серпа после того, как им порезались, чтобы рана не загноилась).
Используя психоаналитический метод, З. Фрейд пытается объяснить возникновение этих типов магии. Так, источники имитативной магии он усматривает в желании человека, чтобы что-то сбылось и проводит при этом аналогии с ребёнком. Как ребёнок переводит свои детские мечты в игры, так и первобытный человек использует имитацию:

Для взрослого примитивного человека открывается другой путь. С его желанием связан моторный импульс — воля, и этой волей, которой предстоит преобразить поверхность земли для удовлетворения желания, пользуются для того, чтобы изобразить удовольствие так, чтобы можно было его пережить, как бы средством моторной галлюцинации. Такое изображение удовлетворительного желания вполне сходна с игрой детей, которая заменяет у них чисто сенсорную технику удовлетворения.— 
Именно это желание, мысль получают у З. Фрейда название «всемогущество мысли». Принимая его в качестве исходной точки, Фрейд сравнивает магию первобытных людей и невротических состояний у душевнобольных. Он разделяет духовное мышление уже на три фазы — анимистическую, религиозную и научную. Происхождение анимистической фазы связывается с ранним детством, так как именно тогда «компоненты сексуальности стремятся каждый к наслаждению и находят удовлетворение на их собственном теле». Религиозная же фаза произошла по З. Фрейду от переноса любви с себя на предмет.

## Инфантильное возвращение тотема
В этой главе З. Фрейд описывает происхождение тотемизма, а также возвращается к проблеме инцеста. Именно здесь учёный прилагает к этнографии Эдипов комплекс. В первой части главы достаточно подробно исследуется сложность вопроса, показаны теории о происхождении понятия.
В ходе рассмотрения страхов детей перед некоторыми животными, учёный приходит к выводу, что в их образе ребёнок видит отца, своего соперника за любовь к матери. Такой вывод строится на определённых случаях из клинической практики, как, например, случай мальчика, который увидел собаку и сильно испугался. Начал кричать и умолять собаку его не трогать, говорил, что он будет себя хорошо вести и больше не будет играть на скрипке (онанировать). Это животное становится заместителем отца.
Важную роль тут занимает теория Ч. Дарвина и работы Дж. Аткинсона, особенно их исследования о социальном устройстве высших приматов. Так, Аткинсон считал, что первоначальной формой общежития человека была «циклопическая семья», где был один самец и множество самок с детенышами. Молодые самцы изгонялись, и лишь после схватки (убийства) старшего самца один из них завладевал самками и детенышами.
З. Фрейд развивает эту теорию, на основании анализа ритуальных трапез, торжественного убийства тотемного животного, он пишет, что в определённый момент братья восстали против «отцовской орды», убили его и съели, но после утоления ненависти раскаялись, и по аналогии с эффектом «позднего послушания», запретили все, что им запрещал отец, договорившись не убивать и замещающего его животного.

## Издание
- S. Freud. Тotem und Tabu. Einige Übereinstimmungen im Seelenleben der Wilden und der Neurotiker. — Leipzig — Wien: Hugo Heller, 1913.

издания на русском языке
- Фрейд З. Тотем и табу: Психология первобытной культуры и религии. / Пер. с нем. М. В. Вульфа. — М.—Петроград: ГИЗ, 1923.
- Фрейд З. Тотем и табу. — М.: Олимп — Аст, 1997.
- Фрейд З. Тотем и табу. — СПб.: Азбука-классика, 2005 (есть и более поздние издания).
- Фрейд З. Тотем и табу // Фрейд З. Собрание сочинений в 10 томах. — Т. 9. Вопросы общества. Происхождение религии. — М.: ООО «Фирма СТД», 2008.
- Фрейд З. Тотем и табу // Фрейд З. Я и Оно: Сочинения. — М.: Издательство «Эксмо»; Харьков: Издательство «Фолио», 2003.